# 同文县
同文县（越南语：／）是越南河江省下辖的一个县。面积480.3平方公里，2018年时总人口77350人。

## 地理
同文县是越南最北端的縣，也是越南唯二被北回歸線橫穿的縣之一。北和东北接中国，东和东南接苗旺县，西和西南接安铭县。

## 历史
法属时期，法国殖民政府在这里设置同文州。
2009年3月31日，同文社部分区域划归太平洞社管辖，同文社改制为同文市镇。
2025年6月12日，宣光省和河江省合并成新的宣光省，同文县随之短暂划归宣光省管辖。6月16日，越南国会废除县级政区，同文县随之废除；马列社、陇刀社和陇姑社合并成新的陇姑社，同文市镇、大陇社、大坪社、太平洞社和苗旺县拜陇社合并成同文社，冲腊社、生陇社、上洞社和下坪社合并成新的下坪社，普榜市镇、普那社、普高社和陇头社合并成普榜社，冲寨社、火广坪社和陇坪社合并成新的陇坪社，云寨社并入安铭社，各新社均隶属宣光省直接管辖。

## 行政区划
同文县下辖2市镇17社，县莅同文市镇。
- 同文市镇（Thị trấn Đồng Văn）
- 普榜市镇（Thị trấn Phó Bảng）[7]:286-287
- 火廣坪社（Xã Hố Quáng Phìn）[7]:288
- 隴姑社（Xã Lũng Cú）[7]:274
- 陇坪社（Xã Lũng Phìn）[7]:288
- 隴刀社（Xã Lũng Táo）[7]:283
- 隴頭社（Xã Lũng Thầu）[7]:283
- 马列社（Xã Má Lé）[7]:274
- 普高社（Xã Phố Cáo）
- 普那社（Xã Phố Là）
- 下坪社（Xã Sà Phìn）
- 上洞社（Xã Sảng Tủng）[7]:288
- 生陇社（Xã Sính Lủng）
- 沖臘社（Xã Sủng Là）[7]:286
- 沖寨社（Xã Sủng Trái）
- 大隴社（Xã Tả Lủng）[7]:286-288
- 大坪社（Xã Tả Phìn）[7]:283-288
- 太平洞社（Xã Thài Phìn Tủng）[7]:282
- 雲寨社（Xã Vần Chải）[7]:287